# Kumaryna
Kumaryna – organiczny związek chemiczny z grupy benzopironów, lakton kwasu o-hydroksycynamonowego. Związki kumarynowe występują w roślinach jako glikozydy, niekiedy są składnikiem olejków eterycznych. W hydrolizie enzymatycznej rozkładają się na cukry i wolne kwasy kumarynowe, w wyniku czego wyzwala się przyjemny i charakterystyczny zapach siana. Wykryta w roślinach ponad 80 gatunków z rodzin: traw, storczykowatych, motylkowatych, jasnotowatych. Naturalny inhibitor kiełkowania nasion.
Zastosowanie w przemysłach: perfumeryjnym, mydlarskim, tytoniowym, spirytusowym. Kumaryna powoduje marskość wątroby u zwierząt laboratoryjnych i dlatego została ona niemal całkowicie wycofana z produktów spożywczych w Europie i USA. Dawniej kumaryna była masowo stosowana w wielu kompozycjach zapachowych.
Występuje w turówce wonnej (Hierochloe odorata) – gatunku trawy nazywanej potocznie żubrówką – stosowanej jako przyprawa do wódki.
Kumarynę zawiera również w pewnych ilościach cynamon. Zgodnie z prawem Unii Europejskiej w produktach spożywczych maksymalna dopuszczalna zawartość kumaryny wynosi 2 mg na kg produktu.
W mitozie hamuje podział komórek.